# Сино, Алекс
 Лауреат грэмми Премии Латинская Грэмми - Latin Grammy
Алекс Сино (англ. Alex Sino, 24 апреля 1957 года, Одесса) — 2x-кратный обладатель Премии Латинская Грэмми 2023 года Latin Grammy, как продюсер альбома  Made in Miami в категориях «Лучший Инструментальный альбом года» («The Latin Grammy Award for Best Instrumental Album») и за «Лучшую Аранжировку Года» («Latin Grammy Award for Best Arrangement») , продюсер, писатель, автор текстов песен, сценарист, доктор Философии. Живёт и работает в Нью-Йорке.
В 1996 году и до 2002 был основателем и музыкальным продюсером «Sea Port Cool Jazz Cruises in Manhattan» в Нью Йорке и работал с артистами:
- Astrud Gillberto Richard Elliot Spyro Gyra Gato Barbieri Najee en:Najee New York Voices Кэйко Мацуи Jon Lucien en:Jon Lucien

С 1995 года и по 2014 сотрудничал, как креативный продюсер и автор текстов песен и соавтор книг, певца и композитора Леонида Агутина Агутин, Леонид Николаевич. Автор стихов на английском и испанском к четырём дискам Агутина: «Леонид Агутин», «Де-Жавю», «Cosmopolitan Life» и «La Vida Cosmopolita»  
Автор идеи и исполнительный продюсер совместных концертов и телешоу Эла Ди Меолы и Леонида Агутина с 2001 года по 2014 год.
С 1998 года сотрудничает с гитаристом Эл Ди Меола, как продюсер и автор текстов. Продюсер альбома «Vocal Rendezvous with Al Di Meola».
В 2007 году — продюсер, автор сценария и стихов к фильму «Cosmopolitan Live». Фильм представлен на международном фестивале «Дух Огня». Режиссёры — Ханнес Розачер и Руди Долецаи, авторы фильмов о группе Queen, Фредди Меркьюри и Rolling Stones
Президент «Ole Records», Президент компании «Pier 5»  выпускающей альбомы с последующей дистрибуцией на A.D.A./ Warner Music Group
Алекс Сино является продюсером концертов «Cosmopolitan Live» на Eurovision Music Award в Берлине, «Italiani nel Mondo» в Риме, «Montreux Jazz Festival» в Швейцарии, «Stuttgart Jazz festival» — в Штутгарте, и для телевидения Германии, Франции, Швейцарии, Австрии, и Италии.
Сотрудничал, как креативный продюсер с артистами:
- Joe Thomas Macy Grey MC Solaar No Mercy Ксавьер Найду Til Broenerr
- В 2009 и 2010 был креативным продюсером фильма «Гавана на проводе» (режиссёр Максим Осадчий, продюсеры Владимир Логвинченко, Леонид Агутин, Алекс Сино) и концерта на кафедральной площади Гаваны. Концерт транслировался по Кубинскому и Российскому телевидению. В концерте и записи принимали участие — Леонид Агутин, солистка легендарного «Буэнa Виста Сошиал Клаб» («Buena Vista Social Club») Омара Портуондо (Omara Portuondo), флейтист Орландо Марака Вайе (Orlando «Maraca» Valle), Артуро Сандовал (Arturo Sandoval), Руди Перез (Rudy Perez), гитаристы Панчо Амат (Pancho Amat), Рене Толедо (Rene Toledo), оркестр «Эсперандо» и другие.

В 2011—2012 годах был продюсером альбома и фильма «Reencuentros: Live at the grand Theatre in Havana» en:Gran Teatro de La Habana с участием Орландо «Марака» Вайе (Orlando «Maraca» Valle"), Дэвида Санчеса (David Sanchez), Горацио «Эль Негро» Хернандеса (Horacio «El Negro» Hernandez) и Симфонического Оркестра Гаваны 
В 2018—2020 написал книги «Грандиозный Старик» и "Безграничная музыка», удостоившихся нескольких международных премий.
В 2018—2020 годах совместно с Владимиром Логвинченко выступил продюсером полнометражного документального фильма «Cosmo Life» (режиссёр Алексей Логвинченко, оператор Максим Осадчий).
В 2019—2020 годax был автором идеи, автором текстов песен, и креативным продюсером проекта «La Vida Cosmopolita»  с участием Секада, Джон (Jon Secada), Ди Меола, Эл (Al DI Meola), Диего Торреса (Diego Torres), Амаури Гутьереса (Amaury Gutierrez) и других.
В 2022 году был Продюсером Альбома «Camilo Valencia, Richard Bravo - Made in Miami», завоевавшего 16 Ноября 2023 года 2 Премии Латинская Грэмми. В альбоме приняли участие многократные лауреаты премии Грэмми и Эмми - Артуро Сандоваль (Arturo Sandoval), Milton Salcedo, Ed Calle, Luis Enrique, Julio Ariel Diaz, Rafael Valencia и другие.
Алекс Сино - Член творческого союза писателей США — Broadcast Music Incorporated, член творческого союза BMG (США и Германия)
Член Latin Grammy с правом Голоса — Академии Звукозаписи Грэмми  , Латинская Грэмми, Член Союза Писателей Северной Америки , Член «Всемирного Клуба Одесситов» 
В 2019 году издал книгу «Грандиозный Старик» , удостоившуюся ряда Международных Премий 
В 2019 году совместно издал книгу «Безграничная Музыка» , ставшую международным бестселлером
В 2020 году за книгу «Безграничная Музыка» удостоен звания Лауреата и Премии «Старая пластинка» имени Утёсов, Леонид Осипович в номинации «Литература об искусстве» 
В Мае 2020 получил Международную Премию Академии Интерактивных и Визуальных Искусств AIVA  в категории "Лучшее Видео и звук: «Quedate» 
В Ноябре 2020 года композиция Алекса Сино «Just a Rainy Day» из альбома La Vida Cosmopolita! победила в номинации «World Music» (Первая Премия) на престижном конкурсе USA Songwriting Competition, проводящимся в США ежегодно с 1995. В Октябре 2023 года песня «Just a Rainy Day» победила в конкурсе, организованном Yoko Ono и Ringo Starr «The John Lennon Songwriting Contest» в номинации «World Music»[25].